# Ганнон (син Бомількара)
Ганнон (фінік. 𐤇‬𐤍‬𐤀, *д/н — після 202 до н. е.) — військовий діяч Карфагенської держави часів Другої Пунічної війни. Часто плутається з Ганноном Старшим.

## Життєпис
Походив зі знатного роду. Син Бомількара, суфета Карфагенської держави, та доньки Гамількара Барки. Брав участь у військових кампаніях свого дядька Ганнібала на Піренейському півострові. З початком Другої Пунічної війни у 218 року до н. е. долучився до походу на Апеніни. Коли армія Ганнібала досягла західного берегу Рони, почалася підготовка до переправи. Військо галлів (вольків-арекамиків) зібралося на східному березі, щоб перешкодити карфагенянам. Ганнон повів невеликий загін, щоб переправитися на півночі, непомітно для галлів. Загін форсував річку на невеликих плотах і рушив на південь, до місця переправи основних сил карфагенян. Ганнон подав димовий сигнал Ганнібалу, що його люди на місці і готові до атаки. Тоді Ганнібал став переправляти свою кінноту на човнах; як тільки перші вершники наблизилися до східного берега, галли рушили до них, готуючись знищити їх. У цей момент загін Ганнона атакував ворогів з тилу, викликавши паніку серед них. Побачивши, що вони опинилися в лещатах, галли розбіглися.
216 року до н..е в битві при Каннах Ганнон командував нумідійською кіннотою на правому фланзі карфагенян. Разом з кіннотою Гасдрубала на лівому фланзі, переміг римську кінноту, оточивши з тилу римську піхоту. Це призвело до загального успіху карфагенян.
В подальшому, ймовірно, діяв постійно під орудою Ганнібала. Ймовірно 212 року до н. е. відправлений на Сицилію для допомоги Епікіду та Гіппократу. Отаборився в Аграганті. Його начальник нумідійської кінноти Мутон почав здійснювати потужні рейди до східної Сицилії, паралізувавши діяльність римлян. Через ревнощі до його успіху Ганнон відсторонив Мутона від командування. Через це у битві на річці Гімера проти консула Марка Клавдія Марцелла нумідійці відмовилися брати участь у бою. Внаслідок чого карфагеняни зазнали поразки. Повернувся до Аграганту, де тримався до 210 року до н. е., після чого втік до Карфагену.
Лише у 203 році до н. е. знову з'являється як незалежний командувач. До того, ймовірно, був відправлений до Карфагену з метою домогтися отримати підкріплення для війська в Італії, але марно. В цей час Гасдрубал Ґісґон зазнав поразки від римлян. Ганнон доклав зусиль для відновлення карфагенського війська, при цьому не вступав у сутички з римлянами. Дочекався прибуття Ганнібала, якому передав командування. Ймовірно, брав участь у битві при Замі 202 року до н. е. Подальша доля невідома.